# (147971) Nametoko
(147971) Nametoko es un asteroide perteneciente al cinturón de asteroides, región del sistema solar que se encuentra entre las órbitas de Marte y Júpiter.
Fue descubierto el 24 de noviembre de 1994 por Akimasa Nakamura desde el observatorio Astronómico de Kumakōgen.

## Designación y nombre
Designado provisionalmente como 1994 WF, fue llamado así por el barranco Nametoko, que forma parte del Parque Nacional de Ashizuri-Uwakai, se encuentra en el sur de la prefectura de Ehime. Es famoso por sus rocas de lecho de río extremadamente lisas y grandes. La cascada Yukiwano-taki en el barranco es una de las 100 mejores cascadas de Japón, conocidas colectivamente como Nihon Hyaku Meibaku.

## Características orbitales
(147971) Nametoko está situado a una distancia media del Sol de 3,179 ua, pudiendo alejarse hasta 3,819 ua y acercarse hasta 2,539 ua. Su excentricidad es 0,201 y la inclinación orbital 6,335 grados. Emplea 2070,25 días en completar una órbita alrededor del Sol.
Los próximos acercamientos a la órbita de Júpiter ocurrirán el 22 de agosto de 2055, el 3 de septiembre de 2066 y el 6 de octubre de 2077.
Pertenece a la familia de asteroides de (10) Hygiea.

## Características físicas
La magnitud absoluta de (147971) Nametoko es 15,33. 